# كارل زاندر (لاعب كرة قدم أمريكية)
كارل زاندر (بالإنجليزية: Carl Zander)‏ هو لاعب كرة قدم أمريكية أمريكي، ولد في 12 أبريل 1963 في مندهام في الولايات المتحدة.

## وصلات خارجية
- كارل زاندر على موقع مرجع كرة القدم المحترفة.كوم (الإنجليزية)